# Yugoslavian International 1998
Die Yugoslavian International 1998 waren die offenen internationalen Meisterschaften des Jahres 1998 von Jugoslawien im Badminton. Sie fanden vom 24. bis zum 25. Oktober 1998 statt.

## Finalergebnisse
| Disziplin    | Sieger                           | Finalist                         | Ergebnis     |
| ------------ | -------------------------------- | -------------------------------- | ------------ |
| Herreneinzel | Jovan Marković                   | Zoran Stepanović                 | 17-15, 15-1  |
| Dameneinzel  | Jelena Obrić                     | Jovanka Knezević                 | 11-6, 11-0   |
| Herrendoppel | Bojan Jakovljević Jovan Marković | Radomir Jovović Zoran Stepanović | 21–18, 21–17 |